# Ta'if
Ta'if (arabisch الطائف at-Tā'if, DMG aṭ-Ṭāʾif, auch Taif) ist eine Stadt im westlichen Saudi-Arabien mit 563.282 Einwohnern (2022). Die Stadt liegt im Hedschas, 70 Kilometer südöstlich von Mekka, auf einer Höhe von 1680 Metern über dem Meer. Durch das günstige Klima ist die Region ein Zentrum der Landwirtschaft für Obst, Gemüse und Getreide.
Die Stadt verfügt mit dem Flughafen Ta'if über einen bedeutenden internationalen Flughafen.
Gouverneur der Gouvernorats Taif ist Saud bin Nahar bin Saud Al Saud, ein Enkel König Sauds.

## Klimatabelle
|                       | Jan  | Feb  | Mär  | Apr  | Mai  | Jun  | Jul  | Aug  | Sep  | Okt  | Nov  | Dez  |   |      |
| Mittl. Tagesmax. (°C) | 21,9 | 23,7 | 26,7 | 28,7 | 32,3 | 35,1 | 34,4 | 34,3 | 33,9 | 29,6 | 25,4 | 22,7 | ⌀ | 29,1 |
| Mittl. Tagesmin. (°C) | 8,4  | 9,5  | 12,7 | 15,1 | 18,6 | 21,7 | 22,9 | 22,9 | 20,5 | 15,5 | 11,9 | 9,1  | ⌀ | 15,8 |
|                       |      |      |      |      |      |      |      |      |      |      |      |      |   |      |
| Niederschlag (mm)     | 8    | 4    | 15   | 32   | 31   | 5    | 4    | 6    | 7    | 11   | 22   | 7    | Σ | 152  |
|                       |      |      |      |      |      |      |      |      |      |      |      |      |   |      |
| Sonnenstunden (h/d)   | 8,4  | 9,4  | 9,2  | 9,8  | 9,9  | 10,7 | 10,8 | 10,7 | 9,0  | 9,4  | 8,5  | 7,9  | ⌀ | 9,5  |
|                       |      |      |      |      |      |      |      |      |      |      |      |      |   |      |
| Luftfeuchtigkeit (%)  | 60   | 52   | 45   | 43   | 36   | 23   | 26   | 28   | 28   | 39   | 55   | 58   | ⌀ | 41   |

| 8,4 |

| 9,5 |

| 12,7 |

| 15,1 |

| 18,6 |

| 21,7 |

| 22,9 |

| 22,9 |

| 20,5 |

| 15,5 |

| 11,9 |

| 9,1 |

| 8,4 |

| 9,5 |

| 12,7 |

| 15,1 |

| 18,6 |

| 21,7 |

| 22,9 |

| 22,9 |

| 20,5 |

| 15,5 |

| 11,9 |

| 9,1 |

## Geschichte
In vorislamischer Zeit war Ta'if ein wichtiger Handelsplatz und Standort eines Heiligtums der Göttin Allāt. Im Gegensatz zum damals noch unbedeutenden Mekka wird Ta'if daher auch in byzantinischen Dokumenten erwähnt. Die meisten Bewohner der Stadt gehörten dem Stamm Thaqīf an.
Als Mohammed im Jahre 619 durch den Tod seines Onkels Abū Tālib ibn ʿAbd al-Muttalib den Rückhalt seines Clans verloren hatte, versuchte er mit Angehörigen der Thaqīf ein Bündnis zu schließen, doch war seinen Bemühungen kein Erfolg beschieden. Nach seiner Einnahme von Mekka im Januar 630 stellten die Thaqīf im Verbund mit den Hawāzin eine Armee gegen ihn und die Mekkaner auf. In dem Tal Hunain kam es zu einer Schlacht, bei der Mohammeds Truppen siegten. Nach der Schlacht belagerte Mohammed mit seinen Truppen die Stadt, konnte sie jedoch nicht einnehmen. Erst nachdem in seinem Auftrag die früheren beduinischen Verbündeten der Thaqīf die Stadt längere Zeit blockiert hatten, schickten diese eine Delegation nach Medina und handelten mit Mohammed einen Frieden aus. Auf diese Weise kam Taif unter islamische Herrschaft.
Wegen des angenehmen Klimas war Ta'if später Residenz für die in Mekka regierenden Großscherifen der Haschimiten. 1924 wurde die Stadt von den Saudis erobert. In Ta'if wurde 1934 ein Abkommen geschlossen, mit dem Saudi-Arabien und der Jemen den Saudi-Jemenitischen Krieg um die Provinz Asir beendeten. Außerdem fanden hier 1989 die Verhandlungen über die Beendigung des Libanonkrieges statt, das zweite Abkommen von Taif vereinbarte konfessionelle Parität für den Libanon zwischen Christen und Moslems.
Bevölkerungsentwicklung der Stadt
| Jahr | Einwohnerzahl |
| ---- | ------------- |
| 1950 | 30.000        |
| 1960 | 66.000        |
| 1970 | 147.000       |
| 1980 | 257.000       |
| 1990 | 381.000       |
| 2000 | 482.000       |
| 2010 | 582.000       |
| 2022 | 563.282       |

## Wirtschaft
Historisch gesehen basierte Ta'ifs Wirtschaft auf der Landwirtschaft und dem Anbau von Rosen, die in ganz Zentralasien und Transoxanien gehandelt wurden. Ta'ifs moderne Wirtschaft ist immer noch größtenteils von der Landwirtschaft und der Parfümherstellung abhängig, aber es findet ein zunehmendes Diversifizierungsprojekt statt, um die starke Abhängigkeit der Stadt von diesen beiden Industrien abzuschwächen. Das destillierte Rosenöl aus der Pflanze Rosa × damascena wird im Nahen Osten traditionell als Duftstoff verwendet, meist als maskuliner Duft, und aufgrund seines Anbaus in Ta'if hat es den Namen „Ta'if-Rose“ erhalten, der 2024 in die Repräsentative Liste des immateriellen Kulturerbes der Menschheit der UNESCO aufgenommen wurde.

## Persönlichkeiten
- Faisal bin Khalid bin Sultan Al Saud (* 1973), Gouverneur der Provinz al-Hudud asch-schamaliyya und Angehöriger der saudischen Königsfamilie
- Mukhlid al-Otaibi (* 1976), Langstreckenläufer
- Abdulelah al-Amri (* 1997), Fußballspieler